# Uruana de Minas
Uruana de Minas este un oraș în Minas Gerais (MG), Brazilia.